# Royal Rumble (1988)
Royal Rumble (1988) było pierwszą galą z cyklu gal Royal Rumble, która została wyprodukowana przez World Wrestling Federation (WWF). Miała miejsce 24 stycznia 1988 w Copps Coliseum w Hamilton, Ontario. W porównaniu do innych gal Royal Rumble, ten event nie był transmitowany w systemie pay-per-view, lecz był specjalną galą na USA Network. Jednakże w 2014 na WWE Network ta gala została umieszczona równolegle z innymi galami Royal Rumble w zakładce pay-per-view.
Walką wieczoru był two of three falls match, gdzie The Islanders (Haku i Tama) pokonali The Young Stallions (Paula Romę i Jima Powersa). W karcie również był pierwszy w historii Royal Rumble match, który wygrał Jim Duggan, Jumping Bomb Angels (Noriyo Tateno i Itsuki Yamazaki) pokonały The Glamour Girls (Judy Martin i Leilani Kai) w two out of three falls matchu o WWF Women’s Tag Team Championship, zaś Ricky Steamboat pokonał Rick Rude’a przez dyskwalifikację.

## Rozwój
Pat Patterson wymyślił ideę Royal Rumble matchu. Zasady były takie, że wrestlerzy losowali numerek pomiędzy liczbami 1 i 20. Dwóch wrestlerów z pierwszymi dwoma numerkami rozpoczynało mecz, podczas gdy kolejne osoby po kolei wchodziły do ringu co dwie minuty. Uczestnicy musieli eliminować innych poprzez wyrzucenie przeciwnika z ringu nad górną liną, a eliminacja została zaliczona, gdy wrestler dotknie obiema stopami podłogę. Zwycięzcą był ostatni będący w ringu zawodnik. Zasady są podobne do battle royalu. Gala była specjalnym eventem transmitowanym na USA Network.
Mało znanym faktem jest to, iż eksperymentalny royal rumble match miał miejsce 4 października 1987 w St. Louis. Prawdopodobnie przez tragiczny przyrost finansowy (na gali pojawiło się tylko 1 976 osób) lub komplikując sprawę z ilością osób na widowni, gala nigdy nie została uznana jakoby kiedykolwiek miała miejsce. The One Man Gang zwyciężył royal rumble match w 1987, eliminując jako ostatniego Junkyard Doga.

## Przygotowania
The Jumping Bomb Angels (Noriyo Tateno i Itsuki Yamazaki) feudowały z The Glamour Girls (Leilani Kai i Judy Martin) o WWF Women’s Tag Team Championship. Kai i Martin otrzymały tytuły w sierpniu 1985 w Egipcie. W telewizji zostało to odnotowane gdy pokonały Velvet McIntyre i Desiree Peterson. Okazało się nieprawdą, gdyż ten mecz nigdy się nie odbył. Kai i Martin rywalizowały z wieloma tag teamami i posiadały tytuły przez ponad dwa i pół roku. W listopadzie 1987, ich drużyna przyjęła nazwę „The Glamour Girls”. Na Survivor Series 1987, The Glamour Girls były częścią drużyny Sensational Sherri w Survior Series matchu przeciwko drużynie Fabulous Moolah. The Jumping Bomb Angels, które były częścią drużyny Moolah, przypięły mistrzynie tag team i wygrały mecz. Po przypięciu mistrzyń, The Jumping Bomb Angels podpisały kontrakt o walkę o tytuły na Royal Rumble.

## Gala
W pierwszej walce zmierzyli się Rick Rude i Ricky Steamboat. W ważnym etapie meczu, Steamboat próbował wykonać diving crossbody, lecz Rude złapał sędziego Dave’a Hebnera i osłonił się nim, przez co oberwał sędzia. Rude założył Canadian backbreaker rack na Steamboacie, lecz Hebner zasygnalizował koniec meczu. Rude pomyślał, że wygrał poprzez submission, lecz Hebner przyznał wygraną Steamboatowi przez dyskwalifikację.
| Rola:        | Osoba:         |
| ------------ | -------------- |
| Komentatorzy | Vince McMahon  |
| Komentatorzy | Jesse Ventura  |
| Dziennikarz  | Gene Okerlund  |
| Dziennikarz  | Craig DeGeorge |
| Konferansjer | Howard Finkel  |
| Prezydent    | Jack Tunney    |
| Sędziowie    | Dave Hebner    |
| Sędziowie    | Earl Hebner    |
| Sędziowie    | Jim Korderas   |
| Sędziowie    | Joey Marella   |

Dino Bravo pobił rekord w wyciskaniu 325 kilogramów. Udało mu się to, lecz z pomocą Jesse’ego „The Body” Ventury.
Drugą walką był Women’s tag team two out of three falls match o WWF Women’s Tag Team Championship, gdzie mistrzynie The Glamour Girls (Judy Martin i Leilani Kai) broniły tytułów przeciwko The Jumping Bomb Angels (Noriyo Tateno and Itsuki Yamazaki). Pretendentki zdobyły trzecie i decydujące przypięcie po double dropkick na Martin.

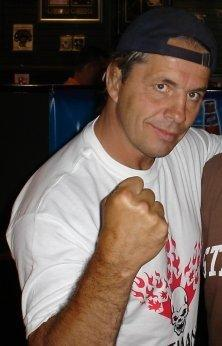
Bret Hart, który jako pierwszy wszedł do pierwszego w historii Royal Rumble matchu.

André the Giant i Hulk Hogan podpisali kontrakt o rewanż z WrestleManii III, który miał miejsce 5 lutego 1988 na The Main Event. Poprzedzając to wydarzenie, Ted DiBiase został nowym menadżerem André i obiecał mu, że jeśli zwycięży tytuł pokonując Hogana, to „podaruje mu” go w zamian za sporą sumę pieniędzy.
Następną walką był pierwszy Royal Rumble match. Pat Patterson wymyślił ideę tego meczu kilka tygodni wcześniej. Dwoma pierwszymi zawodnikami, którzy weszli do ringu byli Bret Hart z The Hart Foundation oraz jeden z posiadaczy WWF Tag Team Champions Tito Santana ze Strike Force. Hart przycisnął Santanę przy narożniku. Santana odzyskał siły, lecz Hart wymierzył mu inverted atomic drop, a następnie middle rope axe handle elbow drop. Butch Reed wszedł do ringu jako 3., gdy Santana wymierzył flying forearm smash na Harcie. Reed zaczął atakować Santanę dopóki Santana nie skontrował dropkickiem w Harta i Reeda. Jednakże Hart i Reed mieli przewagę nad samotnym Santaną. Reed próbował uderzyć Santanę, lecz spudłował i Santana zaatakował Harta, któremu po chwili na pomoc przybył jego tag team partner Jim Neidhart z numerkiem 4. Pomógł Reedowi i Hartowi eliminować Santanę, lecz ten trzymał się lin dopóki nie przybył mu na pomoc Jake Roberts z numerkiem 5. Wyrzucił Reeda z ringu, więc Reed został pierwszą wyeliminowaną osobą w pierwszym Royal Rumble matchu. Roberts skupił się na The Hart Foundation. Santana i Roberts próbowali wymierzyć Double DDT na Harcie, lecz Neidhart im w tym przeszkodził, ratując partnera. Hart wykonał jumping piledriver na Santanie podczas gdy Harley Race z numerkiem 6 wszedł następny. Neidhart i Race próbowali wyeliminować Robertsa, wtenczas Santana prawie wyrzucił Harta. Jim Brunzell dołączył jako 7. i prawie wyeliminował Harta, jednakże Neidhart zaatakował Brunzella, ponownie ratując Harta. Sam Houston wszedł jako 8. i zaczął atakować Hart Foundation, które zdążyło wyrzucić Santanę z ringu.

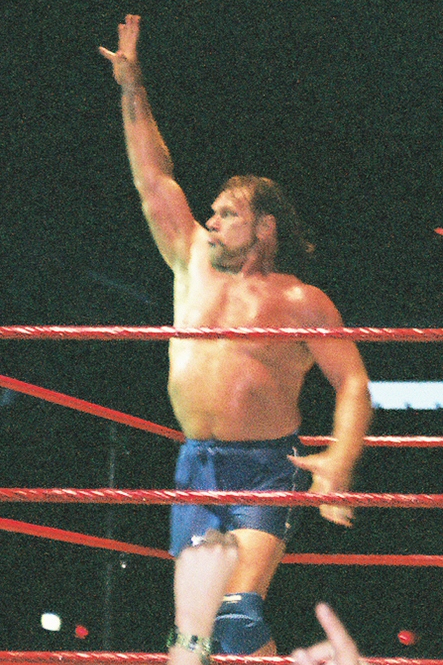
Jim Duggan, który zwyciężył Royal Rumble match

Danny Davis wszedł jako 9. i zaczął atakować Houstona. Race atakował Robertsa przy linach. Roberts próbował wykonać DDT na Davisie, lecz ten zablokował ruch. Boris Zhukov wszedł jako 10. Nikolai Volkoff i Don Muraco kłócili się o to, który z nich miał wejść jako 11. Sędziowie poinformowali ich, że Muraco wejdzie jako 11., a Volkoff jako 12. Zhukov został wyeliminowany przez Robertsa i Brunzella. Brunzell wykonał dropkick na Hartcie, lecz rywal utrzymał się w ringu. Volkoff wszedł jako 12., kiedy Muraco wykonywał clothesline na Race’ie. Jim Duggan wszedł jako 13. i otrzymał bardzo pozytywną reakcję od publiczności. Wszyscy wrestlerzy kontynuowali walkę, a następnie do ringu wszedł Ron Bass jako 14. Volkoff zapobiegł eliminacji Brunzella przez Davisa. Brunzell został wyrzucony przez Volkoffa. B. Brian Blair wszedł jako 15. Hillbilly Jim wszedł z numerkiem 16 i wyrzucił Neidharta. Dino Bravo wszedł jako 17. Bass miał Houstona nad ramionami i wyrzucił go poza ring, eliminując go. The Ultimate Warrior wszedł jako 18., kiedy to Muraco wyeliminował Breta Harta. Pomimo niewygrania meczu, Hart pobił rekord w długości bycia w walce do czasu eliminacji (25:42 min.). One Man Gang wszedł jako 19. i wyeliminował Blaira i następnie Robertsa. Ostatnim uczestnikiem który dołączył do walki był Junkyard Dog. Duggan wyrzucił Volkoffa, podczas gdy z drugiej strony ringu One Man Gang wyeliminował Hillbilly Jima i później The Ultimate Warriora. Bass zaskakująco zaatakował Junkyard Doga i wyeliminował go, lecz Bass został wyrzucony z ringu przez Muraco. W ringu pozostała ostatnia czwórka – Muraco, Duggan, Bravo i OMG. One Man Gang przybił Duggana w narożniku wykonując big splash, a następnie One Man Gang i Bravo zaczęli wspólnie atakować Muraco. Muraco dawał radę z dwoma przeciwnikami dopóki Frenchy Martin nie przyszedł do okolic ringu, przez co Muraco został rozproszony i wyrzucony z ringu przez Bravo i OMG. Wymieniona dwójka starała się wyrzucić Duggana, lecz ominąwszy cios OMG, Gang przypadkowo wyrzucił Bravo z ringu. Po krótkim brawlu, Duggan wyrzucił One Man Ganga z ringu i został zwycięzcą pierwszego Royal Rumble matchu.
Walką wieczoru był two out of three falls match pomiędzy The Islanders (Haku i Tamą) oraz The Young Stallions (Paulem Romą i Jimem Powersem). Pierwsze przypięcie zdobyli The Islanders, gdy Roma został wyrzucony z górnej liny na podłoże poza ringowe i kontuzjował swoje kolano. Roma nie był w stanie powrócić do ringu i został wyliczony. Powers starał się nie przegrać meczu i musiał walczyć bez swojego partnera. Roma niechętnie zmienił się z nim, lecz otrzymał splash od Tamy na kontuzjowane kolano. Następnie, Haku założył half craba i Roma musiał odklepać, więc The Islanders otrzymali drugie przypięcie i wygrali mecz.

## Wydarzenia po gali
Hulk Hogan i André the Giant zawalczyli w rewanżu z WrestleManii III o WWF Championship 5 lutego 1988 na pierwszej edycji The Main Event, gdzie André w kontrowersyjny sposób pokonał Hogana i zdobył tytuł WWF. André sprzedał tytuł Tedowi DiBiase za sporą kwotę pieniężną, lecz figurujący Prezydent WWF Jack Tunney zwakował tytuł, przez co André został najkrócej panującym WWF Championem w historii (w tamtym okresie), gdzie jego panowanie trwało 45 sekund. Niekwestionowany mistrz miał zostać wyłoniony w 14-osobowym turnieju na WrestleManii IV, gdzie Randy Savage pokonał DiBiasego w finałowej walce i został nowym posiadaczem pasa.
Tegoroczne Royal Rumble pobiło rekord w ilości oglądającej galę widowni w telewizji – rating gali wyniósł 8.2.

## Rezultaty
| Nr                                 | Wyniki | Stypulacje                                                       | Czas  |
| ---------------------------------- | --- | ---------------------------------------------------------------- | ----- |
| 1                                  | Ricky Steamboat pokonał Ricka Rude’a przez dyskwalifikację                                                                           | Singles match                                                    | 17:00 |
| 2                                  | The Jumping Bomb Angels (Noriyo Tateno i Itsuki Yamazaki) pokonały The Glamour Girls (Judy Martin i Leilani Kai) (c) (w/ Jimmy Hart) | Two out of three falls match o WWF Women’s Tag Team Championship | 15:00 |
| 3                                  | Jim Duggan zwyciężył eliminując jako ostatniego One Man Ganga (w/ Jimmy Hart i Frenchy Martin)                                       | Royal Rumble match                                               | 33:00 |
| 4                                  | The Islanders (Haku i Tama) pokonali The Young Stallions (Paula Romę i Jima Powersa)                                                 | Two out of three falls match                                     | 14:00 |
| (c) – mistrz/mistrzyni przed walką | |                                                                  |       |

### Udziały i eliminacje w Royal Rumble
Kolejny wrestler wchodził do ringu co dwie minuty.
| Nr wejściowy | Uczestnik            | Nr eliminacji | Wyeliminowany przez   | Czas  |
| ------------ | -------------------- | ------------- | --------------------- | ----- |
| 1            | Bret Hart            | 8             | Muraco                | 25:42 |
| 2            | Tito Santana         | 2             | Hara i Neidharta      | 10:41 |
| 3            | Butch Reed           | 1             | Robertsa              | 03:18 |
| 4            | Jim Neidhart         | 6             | Hillbilly Jima        | 19:06 |
| 5            | Jake Roberts         | 10            | One Man Ganga         | 21:52 |
| 6            | Harley Race          | 4             | Muraco                | 10:03 |
| 7            | Jim Brunzell         | 5             | Volkoffa              | 12:06 |
| 8            | Sam Houston          | 7             | Bassa                 | 14:39 |
| 9            | Danny Davis          | 13            | Duggana               | 17:51 |
| 10           | Boris Zhukov         | 3             | Robertsa i Brunzella  | 02:33 |
| 11           | Don Muraco           | 17            | Bravo i One Man Ganga | 16:16 |
| 12           | Nikolai Volkoff      | 11            | Duggan                | 11:40 |
| 13           | Jim Duggan           | –             | Zwycięzca             | 14:43 |
| 14           | Ron Bass             | 16            | Muraco                | 10:14 |
| 15           | B. Brian Blair       | 9             | One Man Ganga         | 05:50 |
| 16           | Hillbilly Jim        | 12            | One Man Ganga         | 05:55 |
| 17           | Dino Bravo           | 18            | One Man Ganga         | 08:12 |
| 18           | The Ultimate Warrior | 14            | Bravo i One Man Ganga | 03:51 |
| 19           | One Man Gang         | 19            | Duggana               | 06:50 |
| 20           | Junkyard Dog         | 15            | Bassa                 | 02:08 |

- Był to pierwszy Royal Rumble match, w którym brało udział jedynie 20 wrestlerów
- One Man Gang zdobył rekord największej ilości eliminacji w pojedynczym Rumble matchu – wyeliminował sześciu zawodników
- Bret Hart był pierwszym uczestnikiem w Royal Rumble matchu i posiadał rekord najdłuższego przebywania w ringu, który wynosił 25:42 min.